# Niedergeckler
Niedergeckler est un district de la commune d'Obergeckler. Située dans l'arrondissement d'Eifel-Bitburg-Prüm de Rhénanie-Palatinat, c'était une commune indépendante avant le 1er janvier 2025.